# لوثر إيشو
لوثر إيشو آدم (بالسريانية: ܠܘܬܪ ܝܫܘܥ)، (1955-2011)، هو فنان تشكيلي عراقي، يعتبر أحد رواد الحركة التشكيلية في محافظة نينوى والعراق.

## حياته
ولد لوثر إيشو لعائلة آشورية في قرية ديري التابعة لقضاء العمادية سنة 1955. وسرعان مع انتقل مع عائلته إلى مدينة الموصل. تخرج من معهد الفنون الجميلة بجامعة الموصل وفيها شارك في تأسيس «جماعة نينوى» للفنون الجميلة التي كانت لها دور كبير في تطوير هذا الفن في العراق.
عمل مدرسا لمادة الرسم في معهد فنون الجميلة بالموصل، كما كان عضوا في جمعية الفنانين العراقيين ببغداد. كما شارك بالعديد من المعارض المحلية والعربية والعالمية.
توفي في بلدة بغديدا في 18 حزيران 2011 على اثر نوبة قلبية.